# Andrea Alciato
Andrea Alciato (Alzate Brianza, 8 de maio de 1492 — Pávia, 12 de janeiro de 1550) foi um jurista e escritor italiano radicado na França.

## Carreira
Em 1518 tornou-se professor de direito em Avinhão. Em 1529 foi chamado para a academia de Burges. Desprezava o estilo pomposo que encontrou no seu meio académico em França: "Há pessoas que me acusam de um estilo prosaico e pedem mais riqueza de expressão. Eu respondo-lhes que eu aspiro conscientemente ao primeiro. Mais ainda, rio de quem escreve de outra forma. Parece-me que todos os autores, com a excepção de Cícero, no qual se reconhece não menos a riqueza de pensamentos do que a nobreza de forma linguística, são melhor aconselhados a preocuparem-se com a concisão".
João Calvino assistiu a aulas suas em Burges em 1529. Foi professor das universidades de Bolonha e Pavia.

## Obras
- Annotationes in tres libros Codicis (1515)
- Emblematum libellus (1531)

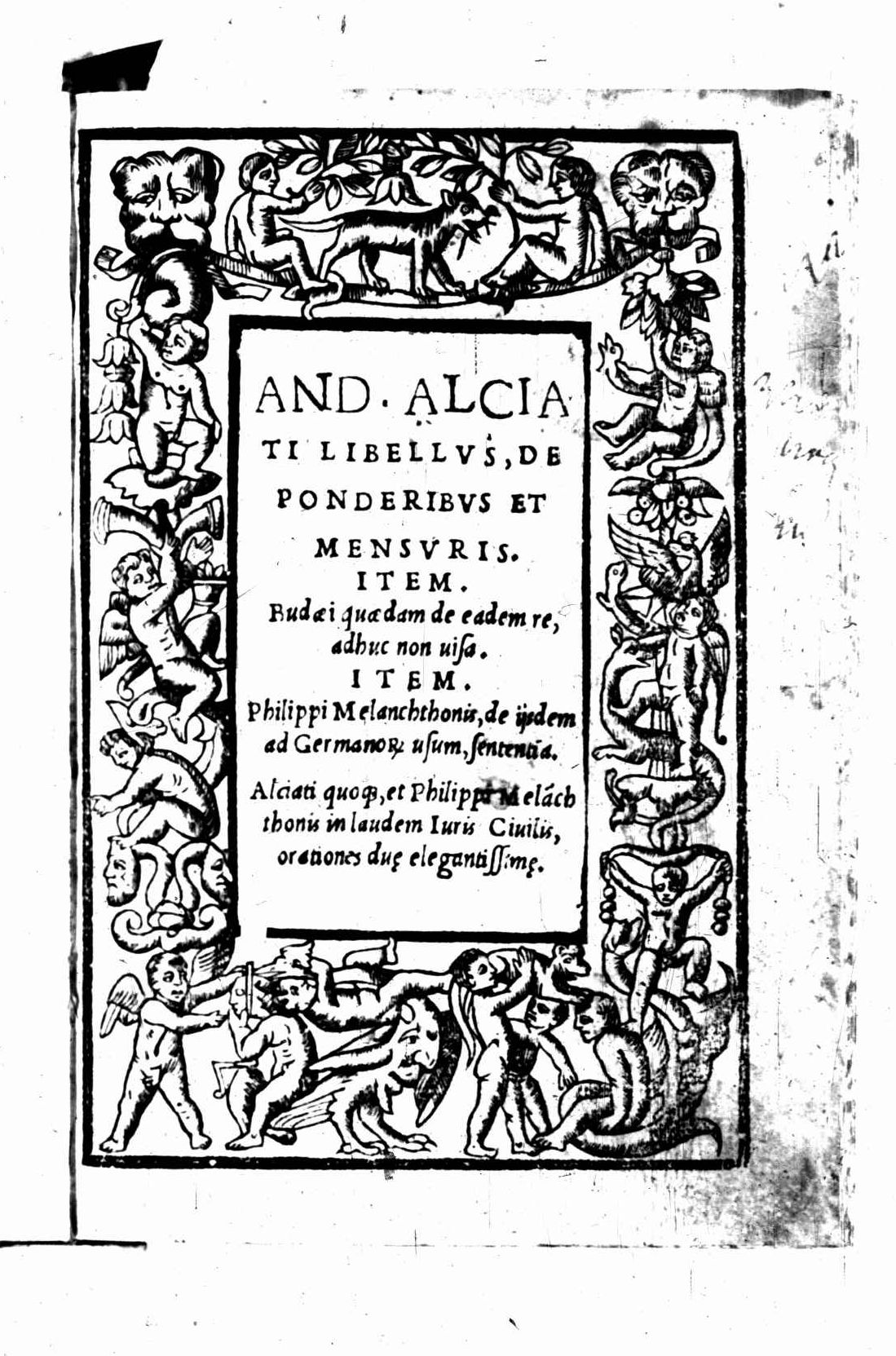
De ponderibus et mensuris (em latim). Venezia: Melchiorre Sessa. 1532
- Opera omnia (Basel 1546–49)
- Rerum Patriae, seu Historiae Mediolanensis, Libri IV (Milan, 1625) a history of Milan, written in 1504–05.
- De formula Romani Imperii (Basilae: Ioannem Oporinum, 1559, editio princeps)[2]
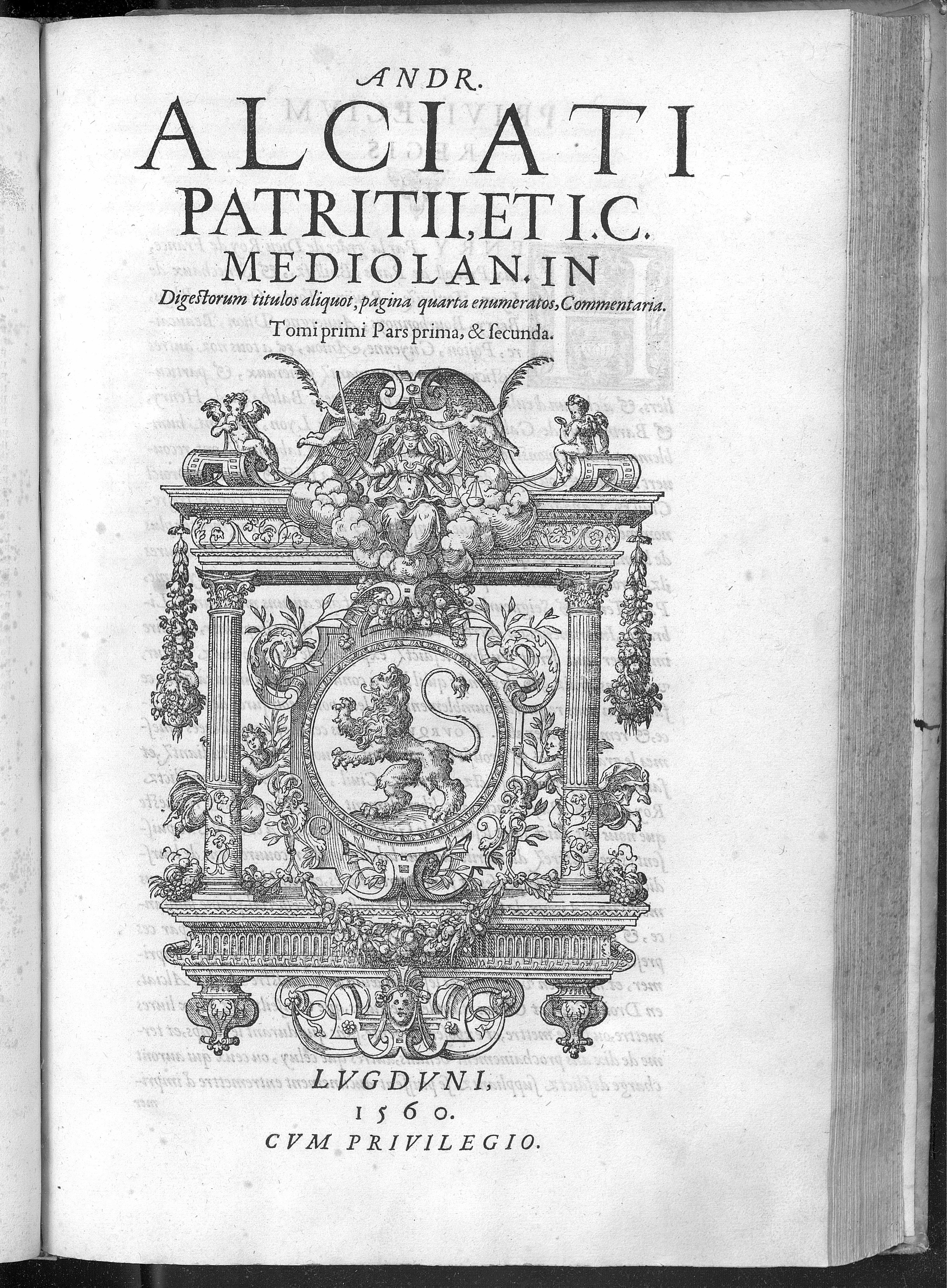
In Digestorum titulos aliquot commentaria (em latim). 1. Lyon: Compagnie des libraires. 1560